# Rodolfo Pastor de Maria y Campos
Rodolfo Pastor de Maria y Campos (Ciudad de México, México; 4 de julio de 1980) es un diplomático, político e ideólogo hondureño-mexicano. En su carrera destaca su período como Secretario de Estado de la Presidencia de la República en el Gabinete de la actual presidenta Xiomara Castro. Fue también candidato a Designado Presidencial en la fórmula presidencial del Libertad y Refundación encabezada por  Xiomara Castro en 2017.
En ese mismo 2017 tras conformarse la Alianza de Oposición contra la Dictadura, la cual buscaba disputarle la presidencia a Juan Orlando Hernández, hoy preso en Estados Unidos por narcotráfico. Pastor de Maria y Campos dirigió la construcción del plan de gobierno de esta coalición política la cual de acuerdo con los observadores internacionales fue víctima de fraude electoral.
Rodolfo Pastor de Maria y Campos es hijo del historiador, político y diplomático hondureño Rodolfo Pastor Fasquelle y de  María Teresa de Maria y Campos (1945-2023), antropóloga, museógrafa y artista de origen mexicano, quien fuese una de las fundadoras del Museo de Antropología e Historia de San Pedro Sula. Maria Teresa a su vez es hija de la multipremiada escritora mexicana Teresa Castelló Yturbide, más conocida como Pascuala Corona.
Es nieto de Rodolfo Pastor Zelaya fundador del Partido Democrático Revolucionario de Honduras, PDRH (1946) y de la reconocida ecologista hondureña Gladys Fasquelle, quien a su vez es hija del empresario sampedrano Roberto Fasquelle, fundador de la Compañía Azucarera Hondureña.

## Trayectoria política
Su carrera política inició durante la campaña presidencial del Partido Liberal de Honduras con Manuel Zelaya como candidato, durante el proceso electoral de 2005. Una vez Zelaya asumió la Presidencia de la República de Honduras, en enero de 2006, Pastor de Maria y Campos fue designado como Encargado de Negocios en la Embajada de Honduras en Jamaica.
Posteriormente se desempeñó asesor Jefe de Política y Diplomacia Internacional en la Cancillería de Honduras, entre 2006 y 2008. Fue designado como Encargado de Negocios de la Embajada de Honduras en Washington D. C.. Durante el Golpe de Estado en Honduras de 2009 asumió la representación diplomática como Embajador del gobierno del depuesto presidente Manuel Zelaya. Es un miembro fundador de "Hondurans for Democracy", una agrupación independiente, no partidista, creada en julio de 2009 como respuesta al Golpe de Estado en Honduras de 2009. Esta organización basada en Washington D.C. realizó acciones de denuncia e incidencia sobre la situación de derechos humanos en el país. 
Entre 2019 y 2022 ejerció diversos cargo en la Secretaría de Relaciones Exteriores (México), durante el gobierno de Andrés Manuel López Obrador.
Ha sido asesor de diversas campañas políticas en Honduras, destacando como asesor de estrategia de comunicación política del Libertad y Refundación. Fue también candidato a Designado Presidencial en la fórmula presidencial del Libertad y Refundación encabezada por  Xiomara Castro en 2017, luego  Director de Mensaje y Plan de Gobierno de la Alianza de Oposición contra la Dictadura.

## Secretario de Estado de la Presidencia de Honduras (2022-2024)
El 27 de enero de 2022 fue designado como Secretario de Estado de la Presidencia de la República en el Gabinete de Xiomara Castro. Durante su gestión fue encargado de impulsar diversos proyectos de reparación en materia de DD.HH.. En junio de 2022 fue designado para crear y articular la mesa interinstitucional de "Justicia para Berta y el pueblo Lenca" derivada de una solicitud del Consejo Cívico de Organizaciones Populares e Indígenas de Honduras (COPINH) en relación con el asesinato de su ex lidereza, la  ambientalista y heroína nacional de Honduras Berta Cáceres. 
La mesa en cuestión buscaba visibilizar que la justicia para Bertha y para la COPINH no terminaba con la condena de culpabilidad contra David Castillo Mejía coautor del asesinato de la activista y quien fuera el presidente de la empresa Desarrollos Energéticos S.A (DESA), desde donde, demostró la fiscalía, se ordenó el crimen de la ambientalista hondureña. Por ello se instruyó a Rodolfo Pastor para dirigir la mesa que busca "el compromiso del reconocimiento del Estado de Honduras de los derechos a la tierra, territorios y derechos de las comunidades indígenas en la realización de cambios normativos, administrativos y jurídicos para la protección integral de derechos de pueblos indígenas" entre otros asuntos.
En 2023, Pastor Maria y Campos asumió la coordinación gubernamental para la instalación de la Comisión Tripartita para la Solución del Conflicto en el Bajo Aguán, un conflicto agrario de cerca de tres décadas, categorizado como el más complejo y violento de la historia reciente de Honduras, con graves implicaciones de DDHH que han sido denunciadas por la Comisión Interamericana de Derechos Humanos y la oficina del Oficina del Alto Comisionado de las Naciones Unidas para los Derechos Humanos.

## Primeros años
Nació en México DF (Actual Ciudad de México) en 1980, lugar donde transcurrió una parte de su infancia. Es hijo de la etnóloga mexicana María Teresa de Maria y Campos y el historiador hondureño Rodolfo Pastor Fasquelle. Posteriormente la familia estableció su residencia en Honduras, en la ciudad  de San Pedro Sula, donde Pastor de Maria realizó sus estudios primarios en la Escuela Episcopal "El Buen Pastor" y su secundaria en la Escuela Internacional de La Lima y San Pedro Sula.